# Bologna Indoor
Il Bologna Indoor è stato un torneo di tennis facente parte del WCT e del Grand Prix giocato dal 1971 al 1981 a Bologna in Italia su campi in sintetico indoor.

## Albo d'oro

### Singolare
| Anno       | Vincitore     | Finalista        | Punteggio     |
| ---------- | ------------- | ---------------- | ------------- |
| 1971       | Rod Laver     | Arthur Ashe      | 6–3, 6–4, 6–4 |
| 1972- 1973 | Non disputato | Non disputato    | Non disputato |
| 1974       | Arthur Ashe   | Mark Cox         | 6–4, 7–5      |
| 1975       | Björn Borg    | Arthur Ashe      | 7–6, 4–6, 7–6 |
| 1976- 1977 | Non disputato | Non disputato    | Non disputato |
| 1978       | Peter Fleming | Adriano Panatta  | 6–2, 7–6      |
| 1979       | Butch Walts   | Gianni Ocleppo   | 6–3, 6–2      |
| 1980       | Tomáš Šmíd    | Paolo Bertolucci | 7–5, 6–2      |
| 1981       | Sandy Mayer   | Ilie Năstase     | 7–5, 6–3      |

### Doppio
| Anno       | Vincitori                         | Finalisti                            | Punteggio               |
| ---------- | --------------------------------- | ------------------------------------ | ----------------------- |
| 1971       | Ken Rosewall Fred Stolle          | Bob Maud Frew McMillan               | 6–7, 6–2, 6–3, 6–3      |
| 1972- 1973 | Non disputato                     | Non disputato                        | Non disputato           |
| 1974       | Björn Borg Ove Nils Bengtson      | Arthur Ashe Roscoe Tanner            | 6–4, 5–7, 4–6, 7–6, 6–2 |
| 1975       | Paolo Bertolucci Adriano Panatta  | Arthur Ashe Tom Okker                | 6–3, 3–6, 6–3           |
| 1976- 1977 | Non disputato                     | Non disputato                        | Non disputato           |
| 1978       | Peter Fleming John McEnroe        | Jean-Louis Haillet Antonio Zugarelli | 6–1, 6–4                |
| 1979       | Peter Fleming John McEnroe        | Fritz Buehning Ferdi Taygan          | 6–1, 6–1                |
| 1980       | Balázs Taróczy Butch Walts        | Steve Denton Paul McNamee            | 2–6, 6–3, 6–0           |
| 1981       | Sammy Giammalva Jr. Henri Leconte | Tomáš Šmíd Balázs Taróczy            | 7–6, 6–4                |